# Jeufosse
Jeufosse foi uma antiga comuna francesa na região administrativa da Île-de-France, no departamento de Yvelines. A comuna possuia 297 habitantes segundo o censo de 1990.
Em 1 de janeiro de 2019, passou a formar parte da nova comuna de Notre-Dame-de-la-Mer.